# Spruceanthus sulcatus
Spruceanthus sulcatus là một loài Rêu trong họ Lejeuneaceae. Loài này được (Nees) Gradst. miêu tả khoa học đầu tiên năm 1985.